# 犬笛 (小説)
『犬笛』（いぬぶえ）は、1976年に発表された西村寿行の長編小説。発表時の題は『娘よ、涯なき地に我を誘え』。飼犬への愛情と信頼を軸に、誘拐された娘を取り返すための追跡行を描いた作品で、映画化、テレビドラマ化もされた作者の代表作の一つである。

## 経緯
動物小説、社会派ミステリなどを書いていた西村は、生島治郎から冒険小説を書いたらどうかと勧められたことがきっかけで、1975年に『君よ憤怒の河を渉れ』、同系統の『化石の荒野』を相次いで発表した。続く第3作として書かれたのが、得意の動物小説的要素を織り込んだ『娘よ、涯なき地に我を誘え』で、1976年4月の『別冊問題小説』春期特別号に一挙掲載の後、同月徳間書店から単行本が刊行された。1978年に『西村寿行選集（NISHIMURA HARD-ROMAN SERIES）』に収録するにあたり『犬笛』と改題し、また同年には同名で映画化もされた。
その後の同じく犬の活躍する冒険小説『黄金の犬』（1978年 - 1979年）、『旅券のない犬』（1987年）と続く作品のさきがけともなった。またこれらの作品のベストセラー化により、西村は1979年度長者番付で作家部門1位となった。
1981年に徳間文庫版、1982年に角川文庫版、1999年に光文社文庫版が刊行され、2007年に徳間書店で再刊されている。
西村は、かつて狩猟を趣味としており、その頃に猟犬に指示を与えるために、人間には聞こえないが犬には聞こえる周波数の笛がないだろうかと考えていた。狩猟をやめた翌年にゴールトンホイッスルの存在を知り、飼っていた猟犬の死後からその笛を題材にした作品を構想していたという。

## あらすじ
かつて狩猟を趣味としていた秋津四郎は、ある日娘の良子を何者かに誘拐される。警察の捜査は進まず、犬にだけ聞こえる音を出すゴールトン・ホイッスル（犬笛）を持っていた良子の吹く笛の音を頼りに、鉄と共に捜索と報復の旅に出る。その途中で殺人事件の犯人の疑いをかけられ、警察の手から逃亡しながらの追跡となるが、長野から北海道、山陰から日本海へと幾度も死地をくぐり、出会った人々に助けられながら日本全土を縦断し、巨大国際商社の陰謀を暴きながら犯人を追い詰めて行く。

## 映像化
1976年、『君よ憤怒の河を渉れ』が映画化されたのに続き、1978年に三船プロダクション製作、東宝配給で映画化された。配給収入は4億3300万円。
1978年、1990年、2002年にテレビドラマ化もされている。

### 映画
1978年4月1日公開、139分 ※ 三船プロ創立15周年記念作品
※ 山村聡と菅原文太の唯一の共演作品
スタッフ
- 製作：三船敏郎
- 監督：中島貞夫
- プロデューサー：田中寿一、伊藤満
- 原作：西村寿行（徳間書店刊）
- 脚本：菊島隆三、金子武郎
- 撮影：斎藤孝雄
- 美術：植田寛
- 照明：土井直之
- 録音：宮永晋
- 編集：阿良木佳弘
- 助監督：中島芳人
- スチール：石月美徳
- 記録：堀北昌子
- 演技事務：石坂久美男
- 製作担当：守屋徹
- 題字：益川進
- 音楽：小林亜星
  - 主題歌：「熱愛者」「心の笛」
    - 作詞：阿久悠
    - 作曲・編曲：小林亜星
    - 唄：絵夢（キャニオンレコード）

キャスト
- 秋津四郎：菅原文太
- 小西友永：北大路欣也
- 三枝寛二：原田芳雄
- 法眼規子：竹下景子
- 秋津順子：酒井和歌子
- 幹雄：勝野洋
- 橋川：竜雷太
- 小野：村野武範
- 佐伯：川地民夫
- 宮原：浜田光夫
- 佐藤：若林豪
- 前川：神山繁
- 笈川：高橋昌也
- 浜田：加藤武
- 上月：小池朝雄
- 小原：鈴木瑞穂
- 池田正男：岸田森
- 稲葉義男
- 加藤和夫
- 大木正司
- 原田清人
- 三谷昇
- 松本：織本順吉
- 大田原：田中明夫
- 渡辺：渥美国泰
- 石井：北村和夫
- 宇佐美：大滝秀治
- 矢野洋子：夏桂子
- 看護婦：津山登志子
- 秋津良子：松下実加（子役）
- 北乃魔子
- 相良：かたせ梨乃
- 野坂：織田あきら
- 久富惟晴
- 伊豆肇
- 小林稔侍
- 市川好朗
- 石山雄大
- 関戸純
- 奈辺悟
- 森大河
- 津野途夫
- 門脇三郎
- 久本昇
- 田辺洋
- 篠原三郎
- 幸英二
- 野坂信一
- 明石勤
- 片桐竜次
- 野口貴史
- 片岡五郎
- 山本紀彦
- 田中浩
- 神田隆
- 沢野：坂上二郎
- 清里：伴淳三郎
- 遠藤：山村聡
- 村田武雄：三船敏郎
- ナレーター：岸田今日子

### テレビドラマ

#### 1978年版
『犬笛・娘よ、生命の笛を吹け』の題名で、1978年7月7日から8月25日まで日本テレビ系『金曜劇場』枠にて放送された連続ドラマ（全8回）。
スタッフ
- 制作：小坂敬
- 脚本：白井更生
- 監督：野村孝、山本迪夫
- 音楽：市川秀男
- エンディングテーマ：「犬笛のテーマ」
  - 作曲・編曲：大野雄二

- 製作：大映映像

キャスト
- 秋津四郎：あおい輝彦
- 秋津順子：市毛良枝
- 秋津良子：秋津良子
- その他：夏純子、川津祐介、河原崎建三、桜木健一、三橋達也、他

放送日程と視聴率
| 話数             | 放送日        | 視聴率 |
| ---------------- | ------------- | ------ |
| 1                | 1978年7月7日  | 14.1%  |
| 2                | 1978年7月14日 | 14.7%  |
| 3                | 1978年7月21日 | 13.3%  |
| 4                | 1978年7月28日 | 14.6%  |
| 5                | 1978年8月4日  | 9.8%   |
| 6                | 1978年8月11日 | 11.2%  |
| 7                | 1978年8月18日 | 14.5%  |
| 8                | 1978年8月25日 | 17.1%  |
| 平均視聴率13.7％ |               |        |

#### 1990年版
『西村寿行ミステリー 犬笛』の題名で、1990年10月9日、テレビ朝日系『火曜ミステリー劇場』枠にて放送された2時間ドラマ。 
- 脚本：石原武龍
- 監督：野村孝
- 出演：三浦友和、山口智子、山口果林、一色彩子、白竜、上田耕一、菅田俊、井田州彦、灰地順、豊川悦司、並木史朗、他

#### 2002年版
『西村寿行の日本縦断サスペンス 犬笛』の題名で、『女と愛とミステリー』枠にて、2002年3月24日（日）21:00～22:54（BSジャパン）、3月27日（水）20:54～22:48（テレビ東京系）に放送された2時間ドラマ。
スタッフ
- 脚本：柏原寛司
- 監督：南部英夫
- 音楽：丸谷晴彦
- 選曲：合田豊
- 助監督：大津是
- 犬調教：鎌倉第二警察犬訓練所
- ドッグトレーナー：古屋昭彦、矢内容
- カースタント：タカハシレーシング
- ロケ協力：石垣市、石垣市観光協会、全日本空輸　ほか
- 技術協力：3one、神奈川メディアセンター
- 統括プロデューサー：佐々木彰
- プロデューサー：桜林甫、池永安秀
- 製作協力：オルフェウス
- 製作：テレビ東京、BSジャパン、松竹

キャスト
- 秋津順子 - かたせ梨乃
- 秋津四郎 - 布施博
- 法眼規子 - 野村真美
- 秋津良子 - 志田未来
- 藤木勇人
- 島谷喜八 - 斉藤暁
- 飯岡刑事 - 笠井一彦
- 瀬下和久
- 大平祐一 - 児玉謙次
- 篠原さとし
- 田中優樹
- 越村公一
- 大川充 - 綱島郷太郎
- 檀臣幸
- 三枝寛二 - 田中健
- 黒沢哲也 - 津嘉山正種
- 小西友永 - 伊武雅刀
- 松島利子 - 中原ひとみ